# 陸秋槎
陸秋槎（1988年11月25日—），是一位旅居日本的中國推理小說家、科幻小說家。本名常愷銘，曾用網名斜阳院梨柩、斜阳院。生於北京，复旦大学古籍所古典文献学专业硕士，現居日本金澤市。

## 風格
陸秋槎自認深受日本新本格派推理小說的影響，並因而走上創作道路。
在2014年4月的《岁月·推理》银版，陆秋槎发表了第一篇推理小说——《前奏曲》。在作者简介中，他提到自己所喜爱和模仿的推理作家是麻耶雄嵩、三津田信三和米泽穗信。而在之后的长篇小说，《当且仅当雪是白的》中，又可以看出羅斯·麥唐諾的冷硬派小说与日本少女小说文学传统的相互作用。
他在出版作品的自我简介中这样说道：“嗜读日系推理，深受三津田信三、麻耶雄嵩、法月纶太郎、米泽穗信、加纳朋子等人的影响。深信推理小说能穷究人类的智识与非理性，自有其价值，不能为纯文学及其他小说类型所取代。虽系舶来，于现代社会中又未尝不是一种必需品。故发愿弘敷此道，以为毕生志业。”
2020年7月，陆秋槎在早川文库的选集《アステリズムに花束を》中发表了第一篇科幻小说——《没有颜色的绿》，并从此投身科幻小说创作。在科幻领域，他较为偏爱格雷格·伊根和小詹姆斯·提普奇的作品。

## 作品列表

### 单行本
- 《元年春之祭》
  - 简体中文版：2016 北京 新星出版社 ISBN 9787513319249
  - 日文版（稻村文吾譯）：2018 東京 早川書房  ISBN 9784150019358
- 《雪是白的》
  - 简体中文版：2017 北京 新星出版社 ISBN 9787513314305
  - 日文版（雪が白いとき、かつそのときに限り，稻村文吾譯）：東京 早川書房 2019 ISBN 9784150019488
- 《櫻草忌》
  - 简体中文版：2018 北京 新星出版社 ISBN 9787513331609
  - 繁體中文版：2022 台北 三日月書版 ISBN 9789860774917
- 《文學少女對數學少女》
  - 简体中文版：2019 北京 新星出版社 ISBN 9787513335300
  - 日文版（文学少女対数学少女，稻村文吾譯）：2020 東京 早川書房 ISBN 9784151843518
- 《盟約少女騎士》
  - 日文版（盟約の少女騎士，稻村文吾譯）：2021 東京 星海社 ISBN 9784065261538
- 《根斯巴克變換》
  - 日文版（ガーンズバック変換，阿井幸作、稻村文吾、大久保洋子譯）：2021 東京 早川書房 ISBN 9784152102126
- 《悲悼》
  - 简体中文版：2023 北京 新星出版社 ISBN 9787513353083

### 短篇集及选集刊载
- 《前奏曲》《岁月・推理》2014年4月
- 《文学少女对数学少女：连续统假设》《岁月・ 推理》2014年10月
- 《文学少女对数学少女：费马的最后一案》《岁月・推理》2015年4月
- 《冬之喜剧》《岁月・推理》2015年11月
- 《1797年的仙那都》《岁月・推理》2016年1月
  - 日文版《1797年のザナドゥ》稲村文吾訳、《ミステリマガジン》2019年3月号掲載
- 《没有颜色的绿》《银河边缘006：X生物》人民文学出版社、2020年第5期
  - 日文版《色のない緑》稲村文吾訳、《アステリズムに花束を 百合SFアンソロジー》ハヤカワ文庫JA、2019年6月 / 《ベストSF2020》竹書房文庫、2020年7月
- 《三首音樂會練習曲》《香港文學》2021年第4期
- 《森とユートピア》稲村文吾訳、《島田荘司選　日華ミステリーアンソロジー 》講談社、2021年3月（原題：《森林与乌托邦》 中文版未刊）
- 《インディアン・ロープ・トリックとヴァジュラナーガ》稲村文吾訳、《SFマガジン》2021年4月（中文版未刊）

### 电子出版
- 《末灯抄》豆瓣阅读
- 《遥夜吟》豆瓣阅读

## 榮譽

### 獲獎
- 2014年：短篇〈前奏曲〉获第二届华文推理大奖赛最佳新人奖[5]
- 2019年：《元年春之祭》獲第十六屆書店大獎翻譯小說部門第3名
- 2021年：〈沒有顏色的綠〉獲第十二屆全球華語科幻星雲獎2020年度中篇小説銀獎
- 2023年：〈沒有顏色的綠〉獲第一屆百万钓鱼城科幻大奖最佳中篇獎
- 2023年：《根斯巴克變換》入選《這本科幻小說我想讀！》2023年版海外篇第3名

### 入選日本年度推理好書榜單
週刊文春推理小說 Best 10
- 2018年：《元年春之祭》海外部門第6名
- 2024年：《悲悼》海外部門第7名

這本推理小說真厲害！
- 2019年：《元年春之祭》國際篇第4名

本格推理小說 Best 10
- 2019年版：《元年春之祭》海外部門第3名
- 2020年版：《当且仅当雪是白的》海外部門第4名
- 2022年版：《文學少女對數學少女》海外部門第3名
- 2025年版：《悲悼》海外部門第5名

這本推理小說我想讀！
- 2019年版：《元年春之祭》海外篇第5名
- 2025年版：《悲悼》海外篇第5名

## 外部連結
- 陸秋槎的X（前Twitter）
- 陆秋槎的豆瓣主页 （页面存档备份，存于）